# アルベルト・プレスマン

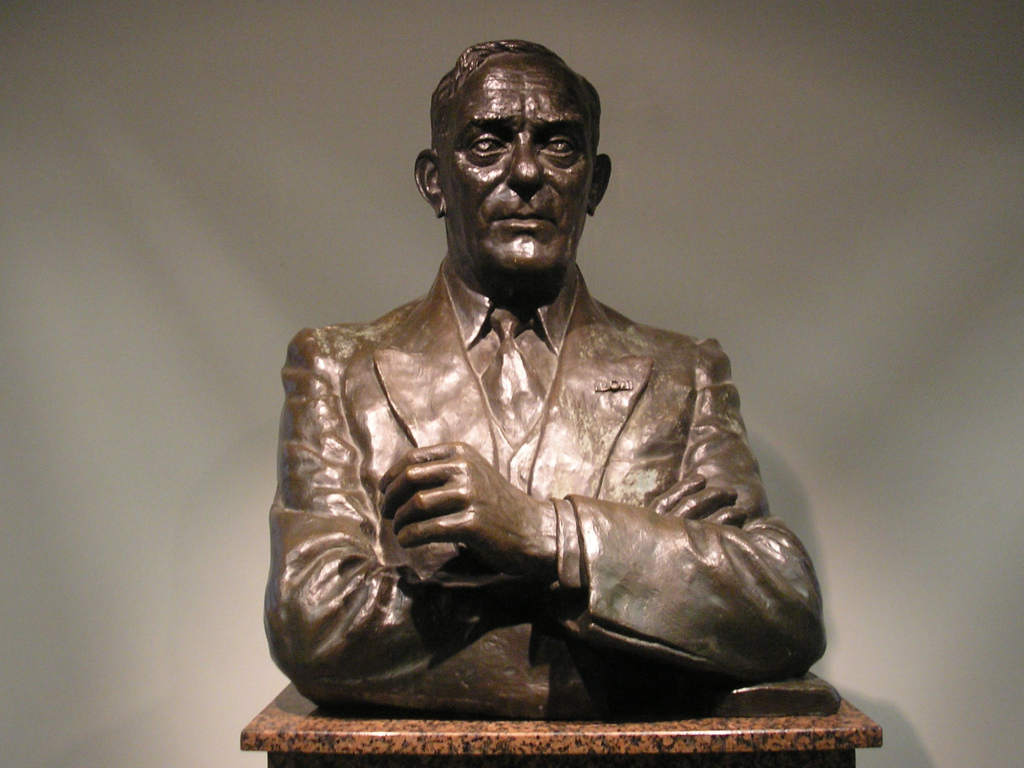
スキポール空港内の胸像

アルベルト・プレスマン（蘭 Albert Plesman 1889年9月7日 - 1953年12月31日）は、オランダのKLMオランダ航空の創始者。
デン・ハーグの卵商人の息子として生まれ、1915年にソーステルベルフに駐屯するドイツ帝国軍航空隊（後のドイツ空軍）に専門士官として入隊した。1915年に、オランダ陸軍の陸軍航空群に配属されたが、地上任務であった。1917年はじめに、パイロットの訓練を少しの間うけるが、パイロットの才能はなく、組織を運営することや、ビジネスに才能があった。オランダが中立を通した第一次世界大戦後の1919年9月に、彼はアムステルダムで初めての航空展覧会（ELTA, Eerste Luchtvaart Tentoonstelling Amsterdam）を開いた。この展覧会で築造された格納庫等の施設はオランダ航空機製造廠を経て航空機製造メーカーのフォッカー社に引き継がれ近年まで利用された。

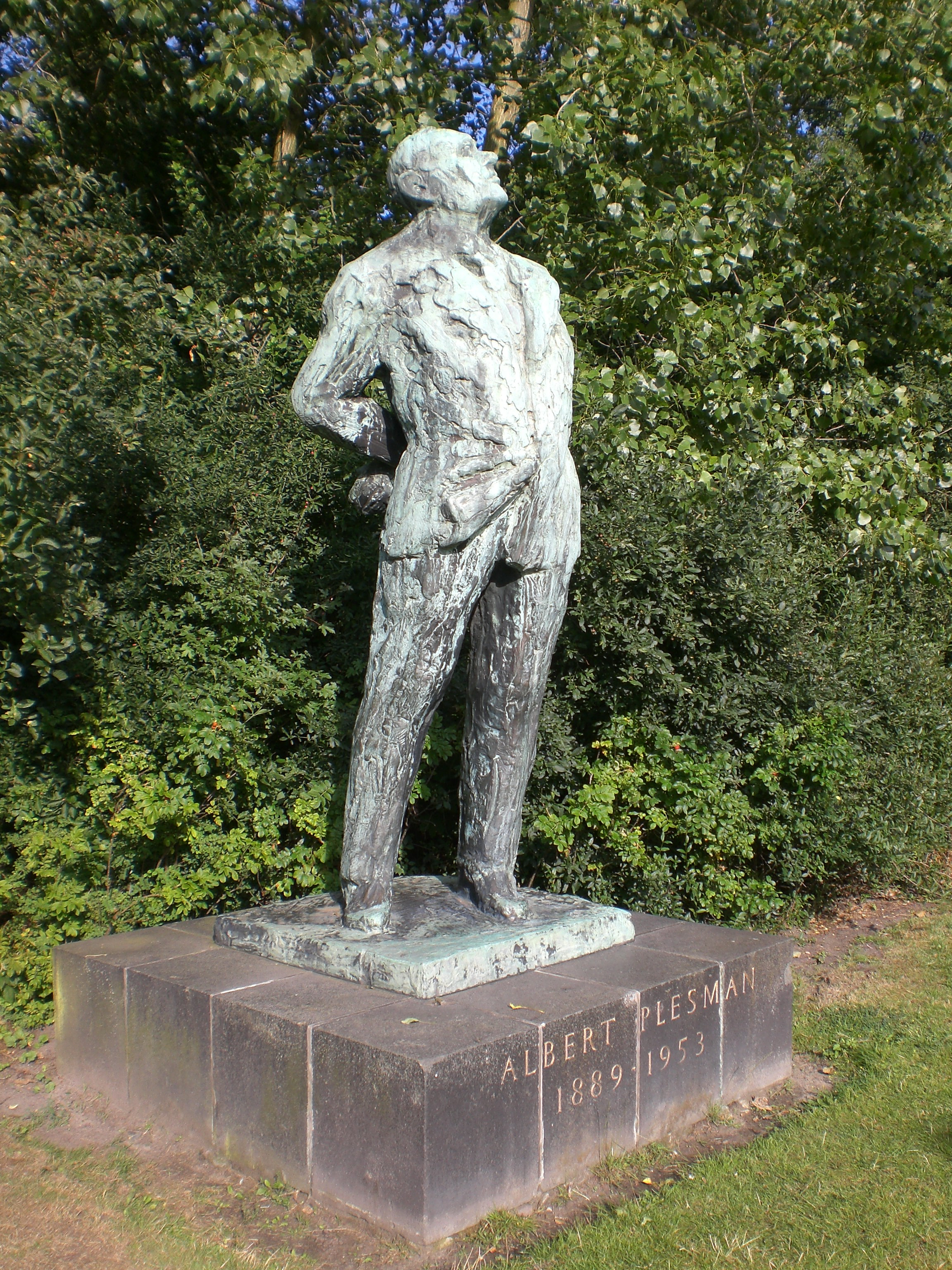
デン・ハーグ市内の立像

また、1919年10月にはKLMオランダ航空を設立に関与し、第二次世界大戦後は最高経営責任者として、KLMを戦災から復興させた。彼は、アムステルダム・スキポール空港を現在より8km程南西のブルヘルフェーン地区へ移設することを主張したが、この案は採用されていない。
彼の民間航空業界に対する多大な貢献に対し、1959年にエドワード・ワーナー賞（Edward Warner Award）が与えられている。